# Bunker Kagel

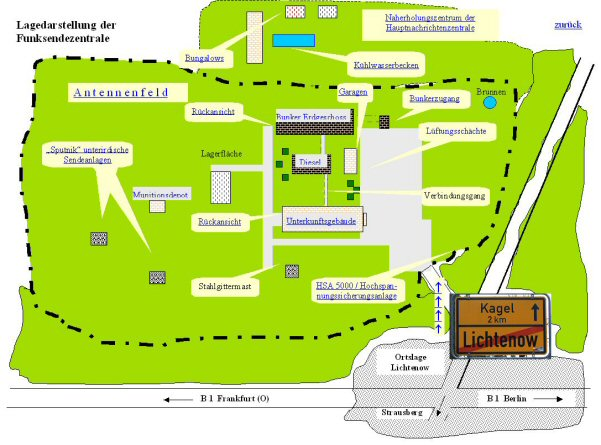
Lageplan der Funksendezentrale Kagel

Der Bunker Kagel (auch: Funksendezentrale Kagel) war der erste in der DDR gebaute Bunker. Seine Errichtung wurde Ende der 1950er Jahre begonnen und 1961 fertiggestellt. Seine drei Etagen dienten zunächst der Installation aller Technik und als Unterkunft für den Personalbestand. Die erste Etage bildete das Erdgeschoss oberhalb des Erdreiches, die zweite und dritte Etage lagen unter der Erdoberfläche. Seine Grundfläche betrug ca. 35 × 50 m. Nach der Fertigstellung eines neuen Unterkunfts- und Wirtschaftsgebäudes Anfang der 1970er Jahre und der Rekonstruktion des Bunkers traten Änderungen in der Nutzung ein. Der Bunker mit seinen Nebeneinrichtungen war ein Element der Hauptnachrichtenzentrale des MfNV in Strausberg. Geographisch gesehen befand er sich ca. 12 km südlich von Strausberg zwischen den Ortschaften Lichtenow und Kagel. Parallel mit Errichtung des Bunkers wurde unweit der Dienststelle, unmittelbar am Ortseingang von Kagel, ein Wohngebäude für die Berufssoldaten und ihre Familien errichtet. Der gesamte Bereich der Funksendezentrale wurde mit einer Hochspannungssicherungsanlage (HSA), d. h. einem Elektrozaun, gesichert.

## Damalige Nutzung
Der Bunker mit seinen Nebenanlagen diente als Funksendezentrale der Hauptnachrichtenzentrale des MfNV. Die Gesamtfläche der Funksendzentrale betrug ca. 40 ha. Der größte Teil wurde als Antennenfeld zur Installation und Nutzung von 40 verschiedenartigen Antennensystemen, einschließlich von unterirdischen, genutzt. Im vorderen Teil des Antennenfeldes stand ein 32 m Stahlgittermast für die Aufnahme von Antennen der UKW-Funk- und Richtfunksysteme. Im hinteren Teil befanden sich zwei abgesetzte Sendestellen in Stahlkesseln mit Überbau und das Munitionsdepot der HptNZ.

## Bilder

Zufahrt und Reste der Funksendezentrale
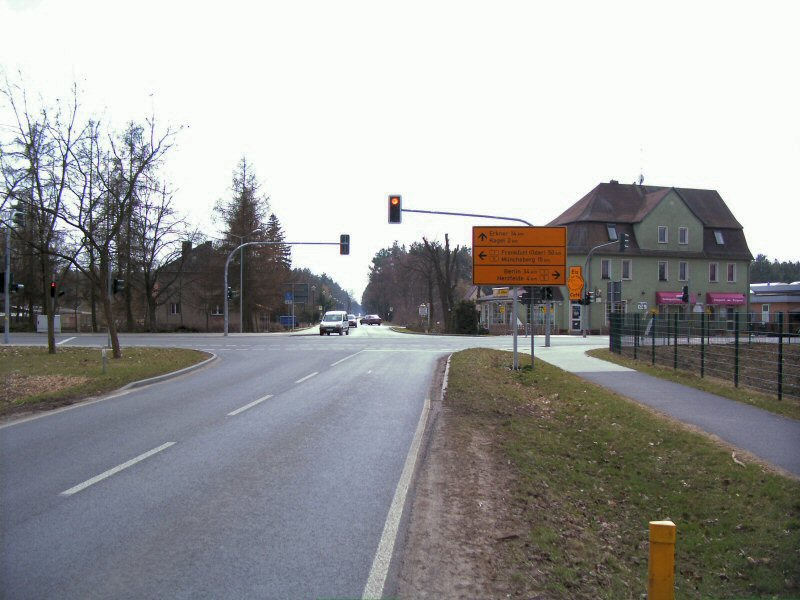
Zufahrt über die Kreuzung Lichtenow
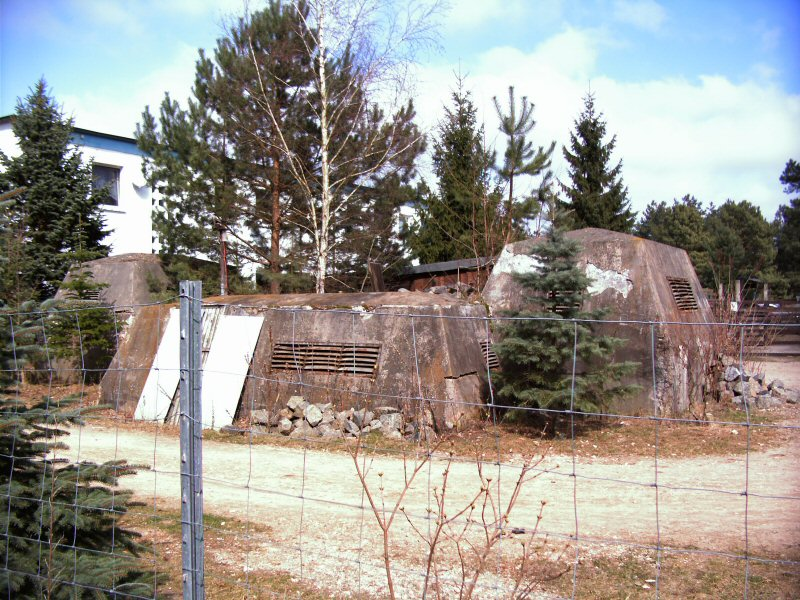
Lüfterschächte des Bunkers
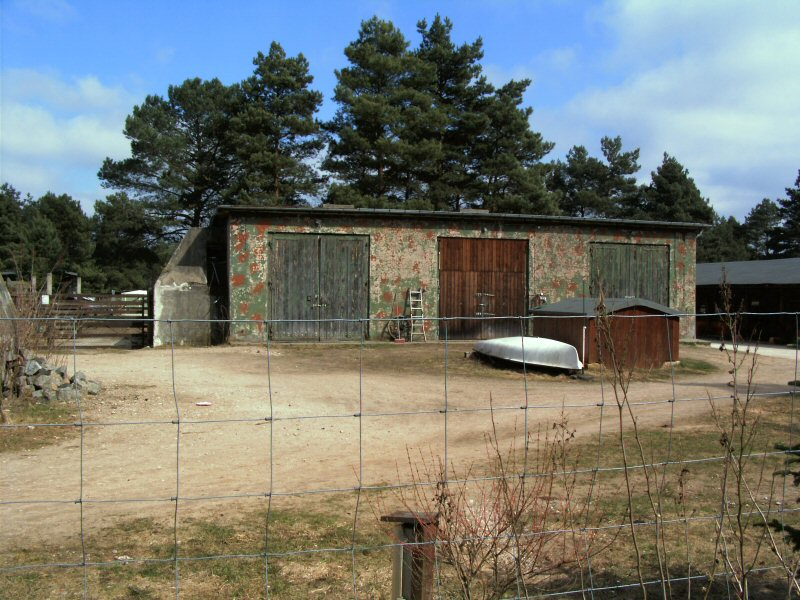
Garagenplatz oberhalb der Netzersatzanlage
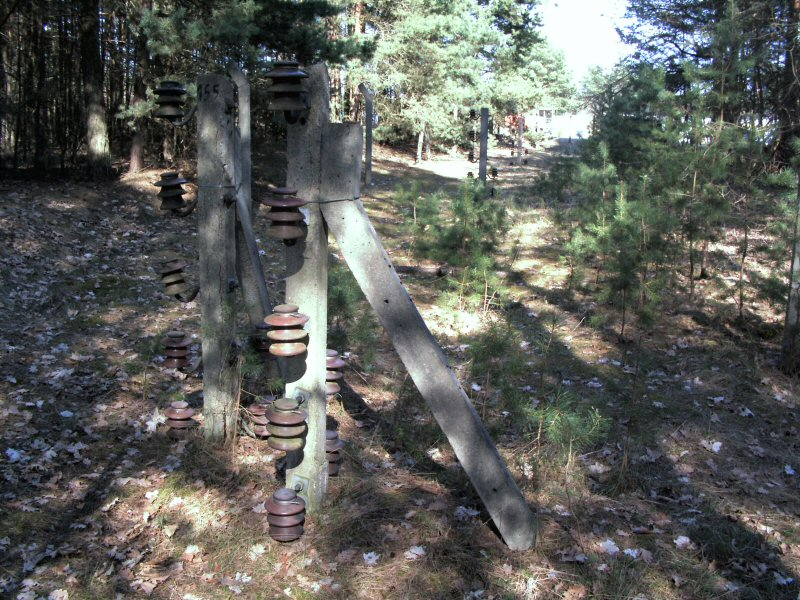
Reste der Hochspan-nungssicherungsanlage
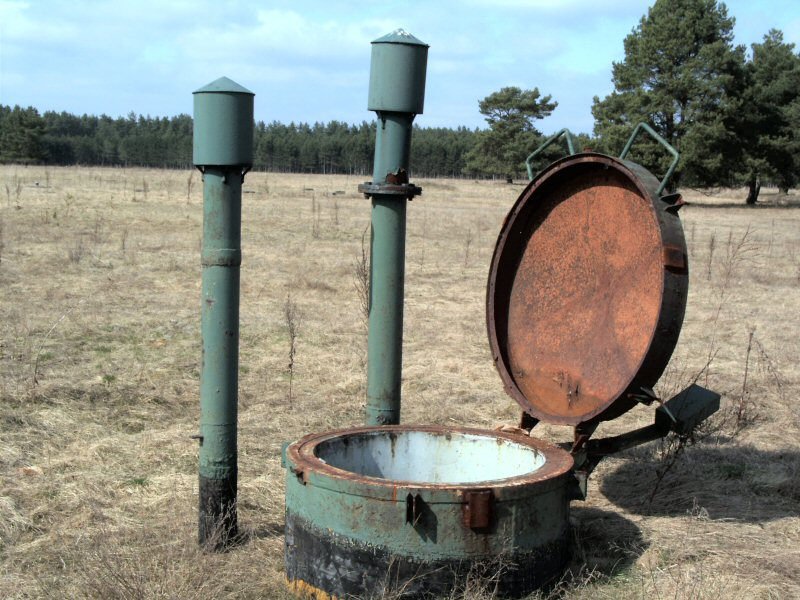
Stahlkessel einer abgesetzten Funkstelle
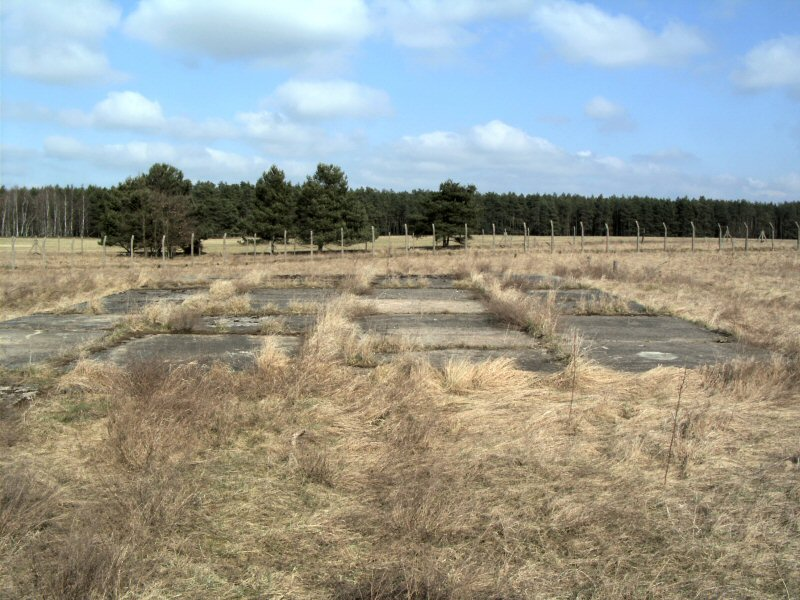
Lagerfläche des ehem. Munitionsdepot
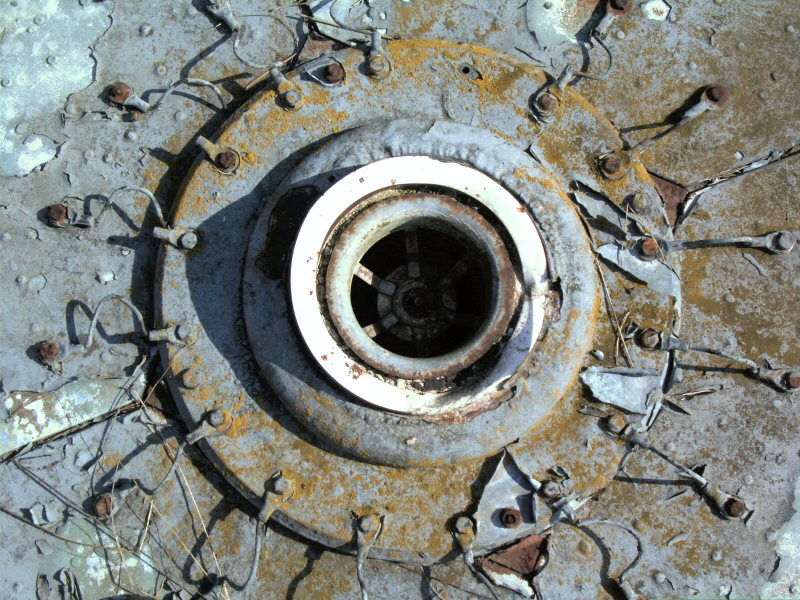
Antennenfußpunkt im ehem. Antennenfeld
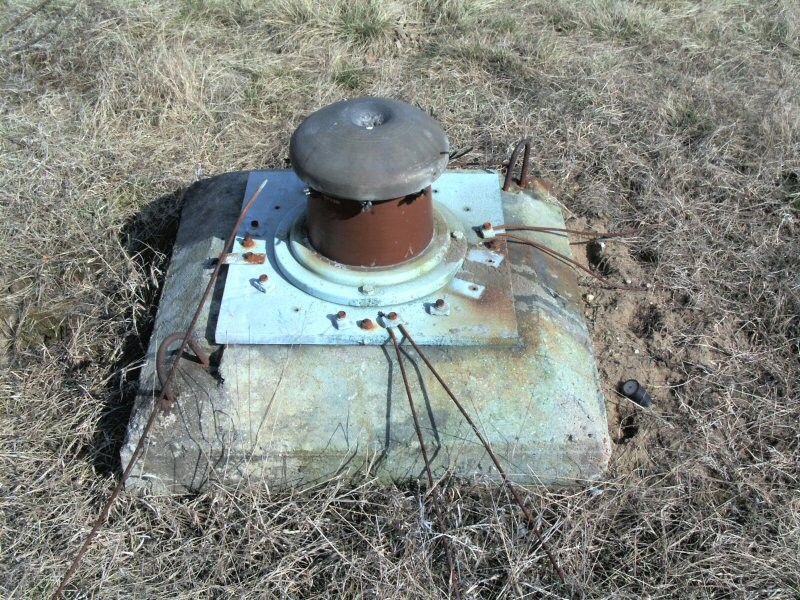
Teile einer Antenne im ehem. Antennenfeld

In der Funksendezentrale wurden Funksender mit einer Leistung bis 5 kW genutzt. Sie wurden aus der Funkempfangszentrale des Bunkers Strausberg fernbedient oder auch für andere Dienststellen zur Nutzung bereitgestellt. Für die Sicherstellung der Fernbedienung war ein Übertragungstechnischer Dienst (ÜTD) als Strukturelement vorhanden, welcher die Nachrichtenkanäle für die Kommunikation mit dem Bunker Strausberg sowie die Tast- und Modulationsleitungen für die Fernbedienung der Sender bildete. Die Nachrichtenkanäle wurden im Bezirkskabel 10 der Deutschen Post und über das Richtfunksystem FM 24-400 bereitgestellt. Die Funksendezentrale war verbunden mit dem Zentrum für Kommunikation von Tast- und Modulationsleitungen, einem Bunkerbauwerk in der Gemeinde Kunersdorf. Das Zentrum für Tast- und Modulationsleitungen hatte zugleich die Funktion als Funksendezentrale für den Bunker Harnekop zu erfüllen.
Die eingesetzte Sendetechnik entstammte überwiegend aus der Produktion des VEB Funkwerk Köpenick. Zum Einsatz kamen mehrheitlich Sender der Typen KN 1E und KSS 1300. Außerhalb des gesicherten Bereiches, südlich der Lage des Bunkers, befand sich das Naherholungszentrum der Hauptnachrichtenzentrale [HptNZ], bestehend aus zwei Holzbungalows, einer Steinbaracke mit Aufenthaltsräumen und Sauna, daneben mit einem in Eigenleistung von den Armeeangehörigen angelegten Schwimmbecken.

## Heutige Nutzung
Der Bunker ist privatisiert und kann nicht besichtigt werden.